# Michael Pichler
Michael Pichler (* 28. Juli 1982) ist ein ehemaliger österreichischer Radrennfahrer.

## Karriere
Michael Pichler begann seine Karriere 2002 bei dem Radsportteam Arboe Merida-Graz. 2004 wechselte er zum Radclub-Resch & Frisch Eybl Wels. In seinem ersten Jahr dort wurde er österreichischer Meister im Straßenrennen der U23-Klasse. 2006 wechselte Pichler zum Professional Continental Team Elk Haus-Simplon. Dort gewann er eine Etappe bei der Friedens- und Freundschaftstour und wurde auch Gesamtzweiter. In der Saison 2007 war er beim Purgstall Rundstreckenrennen erfolgreich. 2008 bis 2010 Pichler wieder für die Mannschaft RC Arbö Resch & Frisch Gourmetfein Wels.

## Erfolge
2004
- Österreichischer Meister – Straßenrennen (U23)

## Teams
- 2002 Arbö Merida-Graz
- 2003 Arbö Merida-Graz
- 2004 Radclub-Resch & Frisch Eybl Wels
- 2005 Arbö Resch & Frisch Eybl
- 2006 Elk Haus-Simplon
- 2007 Elk Haus-Simplon
- 2008 RC ARBÖ Wels Gourmetfein
- 2009 RC ARBÖ Wels Gourmetfein
- 2010 ARBÖ Gourmetfein Wels